# Aperel
Aperel (de vegades escrit com Aperia) va ser un visir de l'antic Egipte. Va servir durant els regnats dels reis Amenofis III i Akhenaton, durant la XVIII dinastia. A més de ser visir, Aperel també era comandant de carros i tenia el títol de "Pare de Déu".
| apr | r · mDAt | i | A |

| apr | r · mDAt | i | A |

## Nom
Els estudis a la sepultura d'Aperel no van revelar el secret del seu nom, que no és del tot egipci: Apr-i3 o ˁpr-i3l podrien significar "servent del déu El", divinitat no pertanyent al panteó egipci, sinó de l'est i d'alguns pobles semites.

## Família
La dona d'Aperel es deia Taweret. Aperel i Taweret van tenir almenys tres fills: Seny, Hatiay i Huy. Seny va ser administrador i Hatiay sacerdot de Nefertem. Huy, va ser comandant de cavall i de carros i escriba de reclutes del Senyor de les Dues Terres, també va ser enterrat a la tomba dels seus pares.

## Tomba
La tomba d'Aperel va ser descoberta el 1987 per un equip francès supervisat per Alain Zivie. La tomba té la designació I.1 i està situada als penya-segats de Bubasteion (un santuari dedicat a Bastet). Taweret, l'esposa d'Aperel, potser va ser una dama important per si mateixa, ja que és l'única dona del Nou Regne identificada fins al moment que va ser enterrada en un conjunt de tres taüts. El seu fill Huy va ser enterrat l'any 10 d'Akhenaton o fins i tot després. També es mencionen a la tomba els fills d'Aperel, Seny, com un oficial, i Hatiay, com un sacerdot. Segons Strouhal, Aperel tenia entre 50 i 60 anys en el moment de la seva mort, la seva dona Taweret en tenia entre 40 i 50 quan va morir i el seu fill Huy entre 25-35 anys.